# Juan Manuel Santos Calderón
Juan Manuel Santos Calderón (Bogotá, 10 d'agost de 1951) és un polític, periodista i economista colombià, President de Colòmbia entre 2010 i 2018.
Després de treballar com a periodista, va entrar a la política, i es va fer membre del Partido Liberal Colombiano. Fou ministre de Comerç Exterior durant el mandat de César Gaviria Trujillo. Més tard, formà part del govern del conservador Andrés Pastrana Arango, on desenvolupà el càrrec de Ministre d'Hisenda. Després de consolidar-se el govern d'Álvaro Uribe Vélez en la presidència, Santos va deixar el Partido Liberal i fou un dels creadors del Partido de la U. El 2006, sota la presidència d'Uribe, fou nomenat ministre de Defensa, càrrec que desenvolupà des de juliol del 2006 fins al maig del 2009.
El 15 de juny del 2014 va ser reelegit per a la legislatura 2014-2018.
El 2016 va rebre el Premi Nobel de la Pau, en reconeixement dels seus esforços per portar la pau al seu país, només 5 dies després de perdre el referèndum per ratificar l'acord de pau en el Conflicte armat colombià, però continuà les negociacions i el 27 de juny van lliurar les armes a l'ONU, donant per acabat el conflicte armat.